# 陈印泉
陈印泉（1986年3月1日—），北京相声演员。2011年拜师宋德全。曾获得《2011北京喜剧幽默大赛》“青年相声新秀”荣誉称号、《首届中国相声小品大赛》最佳相声作者奖。